# Stadio Joaquim Américo Guimarães
Lo Stadio Joaquim Américo Guimarães o Ligga Arena (per motivi di diritti di denominazione) o Arena da Baixada (come è meglio conosciuta) e chiamato Kyocera Arena dal 2005 al 2008 per ragioni di sponsorizzazione, è uno stadio brasiliano, concepito per essere multiuso, impiegato per le partite di calcio dell'Atlético Paranaense e altri eventi.
Prima di ristrutturarlo sono stati visitati numerosi stadi europei, tra gli altri l'Amsterdam ArenA, il St.Denis in Francia e l'Old Trafford (stadio del Manchester United) in Inghilterra.
L'area intorno allo stadio offre anche un centro commerciale, con numerosi negozi, una palestra e un ristorante (churrascaria).

## Lo stadio
Il Joaquim Américo è conosciuto dai tifosi come "Arena da Baixada" o "Caldeirão" ed è il terzo ad essere costruito nello stesso luogo nonché sede dell'Atlético Paranaense dalla sua inaugurazione nel 1924, ma il primo stadio è di epoca ancora anteriore. Il "Caldeirão" originale è del 1918, costruito in legno dall'Internacional - una delle due squadre fondatrici dell'Atletico - e il taglio del nastro per l'inaugurazione fu di Santos Dumont, il padre dell'aviazione, che aveva la tessera da tifoso atleticano. La versione attuale dello stadio fu pronta nel 1999, ed è considerato da molti lo stadio più moderno del Brasile e dell'America Latina, l'unico che rispetta integralmente le norme FIFA.
Lo stadio contiene poco più di 25 000 spettatori, tutti seduti in sediolini coperti e con piena visibilità del campo. Dopo 10 anni di disputa giudiziaria, l'Atletico firmò un accordo assumendo a titolo definitivo l'uso del terreno vicino allo stadio (che era già di sua proprietà dagli anni novanta). Questo terreno è essenziale per il completamento dello stadio, che è incompleto nella curva opposta alle cabine della televisione. La costruzione comincerà nel 2007 e l'apertura dell'ultima fase è prevista per il primo semestre del 2008, quando avrà una capacità di 35 000 spettatori.
La tifoseria atleticana fa festa nella Kyocera Arena. Il comfort e la modernità del nuovo stadio attrae diversi tipi di tifosi, rari nel movimento calcistico brasiliano; è comune incontrare famiglie intere, molte donne e persone di ambo i sessi della terza età. La tifoseria è popolare, ma sempre riunisce i segmenti sociali della popolazione, l'Atlético Paranaense è allo stesso tempo il favorito del popolo e dell'élite, è nella classe media che divide la tifoseria con il Coritiba. Lo stadio riceve un pubblico che riflette questi differenti livelli economici, ma in tutte le sue aree, inclusa quelle popolari, tutti siedono in posti coperti, tutte le aree hanno eccellenti servizi igienici e luoghi di ristoro che ricordano livelli di un centro commerciale. Le aree più popolari hanno settori tradizionali, come quelli delle tifoserie organizzate dove, nonostante i posti a sedere, raramente si vedono tifosi seduti ed è lì che la "Torcida Organizada Os Fanáticos" suona i suoi strumenti di percussione; altro settore tradizionale è l'anello superiore dove pannelli immensi sono disegnati con due o tremila persone con cartelli colorati. Parte dell'area VIP ha cabine con aria condizionata e servizio bar e ristorante, frequentata da imprenditori e famiglie "tradizionali" della città, che si riuniscono lì, concretizzando non raramente grandi affari e relazioni.

## Caratteristiche tecniche
- Capienza: 25 000 persone (23 578 posti, 240 poltrone, 970 in cabine, 212 nel ristorante VIP)
- Record: 31 700 paganti (Atlético Paranaense - São Caetano 4 - 2, il 16 dicembre 2001)
- Prima partita: Atlético Paranaense - Cerro Porteño 2 - 1, il 24 giugno 1999
- Dimensioni campo da gioco: 105 m × 68 m
- Poltroncine di polipropilene importate dalla Spagna
- Campo da gioco con 2 tipi di tappeto erboso: Rye Grass e Tifton 419
- Sistema di drenaggio
- 6 ascensori e 2 panoramici
- Area coperta: 11980 m²
- Servizi igienici: 11 per uomini e 10 per donne
- 68 negozi
- 10 suite con sala e bagno (capacità 22 persone)
- 41 cabine tipo B con sala e bagno (capacità 16 persone)
- 35 cabine tipo C (capacità da 9 a 15 persone)
- 4 negozi esterni
- 8 spogliatoi per partite di calcio
- 10 camerini per spettacoli
- Parcheggio: 500 automobili

### Coppa del Mondo FIFA 2014
| Data           | Orario (BRT) | Squadra numero 1 | Ris.  | Squadra numero 2 | Fase del torneo | Spettatori |
| -------------- | ------------ | ---------------- | ----- | ---------------- | --------------- | ---------- |
| 16 giugno 2014 | 16:00        | Iran             | 0 - 0 | Nigeria          | Girone F        | 38 081     |
| 20 giugno 2014 | 19:00        | Honduras         | 1 - 2 | Ecuador          | Girone E        | 39 224     |
| 23 giugno 2014 | 13:00        | Australia        | 0 - 3 | Spagna           | Girone B        | 39 375     |
| 26 giugno 2014 | 17:00        | Algeria          | 1 - 1 | Russia           | Girone H        | 39 311     |